# Copanarta nigerrima
Copanarta nigerrima är en fjärilsart som beskrevs av Smith 1903. Copanarta nigerrima ingår i släktet Copanarta och familjen nattflyn. Inga underarter finns listade i Catalogue of Life.